# Bronja Žakelj

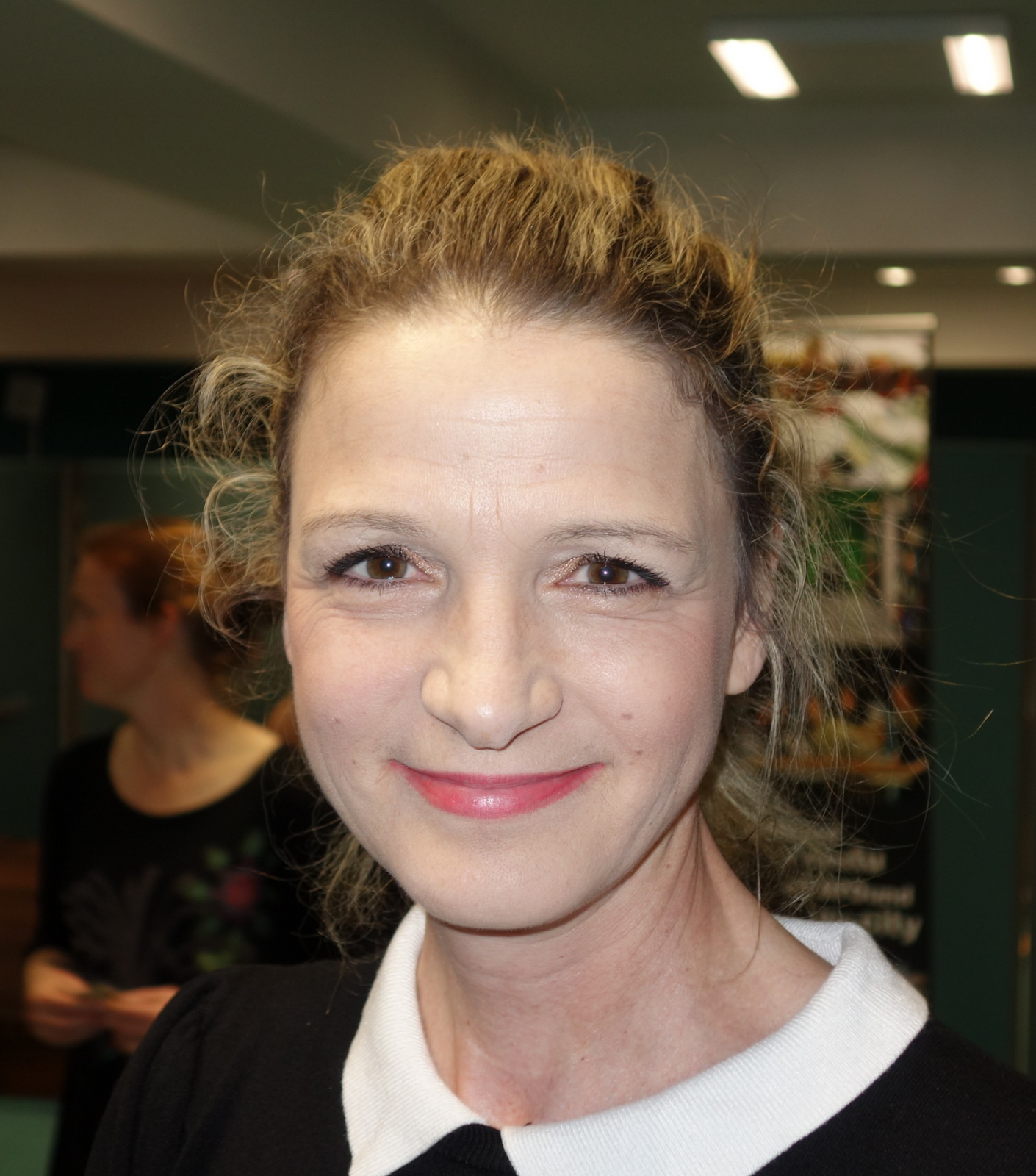
Bronja Žakelj (2019)

Bronja Žakelj (* 1969 in Ljubljana, Slowenien, SFRJ) ist eine slowenische Journalistin und Schriftstellerin.
Sie erwarb ihr Diplom im Fach Journalistik an der Fakultät der Gesellschaftswissenschaften in Ljubljana. Zuerst arbeitete sie Marketingbereich, heute ist sie im Bankwesen beschäftigt.
Im Jahre 2019 erhielt sie – als insgesamt dritte Frau – den Kresnik-Preis für ihr Debüt Belo se pere na devetdeset (dt.: Weiß wäscht man bei neunundneunzig Grad), das 2018 erschienen ist. Es handelt sich hierbei um ein autobiografisches Werk, an dem die Autorin fast ein Jahrzehnt lang gearbeitet hat. Darin beschreibt sie unter anderem ihre Kindheit in Jugoslawien, die Konfrontation mit dem Tod ihrer Mutter und ihres Bruders sowie mit der eigenen Krebsdiagnose. Sie ist die Enkelin von Lojze Gostiša.